# Trnkov
Trnkov este o comună slovacă, aflată în districtul Prešov din regiunea Prešov. Localitatea se află la altitudinea de 305 m deasupra n.m., se întinde pe o suprafață de 1,79 km2 și în 2017 număra 232 de locuitori.

## Istoric
Localitatea Trnkov este atestată documentar din 1330.

## Demografie
| An:                | 1994 | 2004    | 2014    | 2024    |
| ------------------ | ---- | ------- | ------- | ------- |
| Număr de persoane: | 181  | 207     | 228     | 333     |
| Diferență:         |      | +14,36% | +10,14% | +46,05% |

| An:                | 2023 | 2024   |
| ------------------ | ---- | ------ |
| Număr de persoane: | 308  | 333    |
| Diferență:         |      | +8,11% |